# Georg Ledderhose
Georg Ledderhose (Bockenheim, 15 dicembre 1855 – Monaco di Baviera, 1º febbraio 1925) è stato un chirurgo tedesco.
Studiò a Strasburgo sotto Georg Albert Lücke, ricevendo il dottorato in medicina nel 1880; in seguito lavorò all'ospedale di Strasburgo come chirurgo, diventando professore di chirurgia nel 1891. Successivamente lavorò a Monaco di Baviera, dove diventò professore onorario.
Nel 1876, Ledderhose scoprì la glucosamina mentre lavorava sulla cartilagine con Felix Hoppe-Seyler;  Ledderhose è stato anche il primo a descrivere la fibromatosi plantare, poi conosciuta anche come malattia di Ledderhose.